# Lomnička (district de Brno-Campagne)
Pour les articles homonymes, voir Lomnička.
Lomnička (en allemand : Lomnitschka, 1939-45 Klein Lomnitz) est une commune du district de Brno-Campagne, dans la région de Moravie-du-Sud, en République tchèque. Sa population s'élevait à 538 habitants en 2020.

## Géographie
Lomnička se trouve à 3 km au nord du centre de Tišnov, à 23 km au nord-ouest de Brno et à 164 km au sud-est de Prague.
La commune est limitée par Lomnice et Šerkovice au nord, par le quartier de Jamné de Tišnov à l'est, par Železné au sud-est, par Tišnov au sud, et par Předklášteří et Štěpánovice à l'ouest.

## Histoire
La première mention écrite de la localité date de 1235.